# Universidad Nacional Mayor de San Marcos

Universidad Nacional Mayor de San Marcos.

Universidad Nacional Mayor de San Marcos eller San Marcos är ett allmänt universitet i Lima, Peru. Det grundades 1551 och är det äldsta, av kungamakten godkända, universitetet i Amerika. Universitetets äldsta delar låg i vad som nu är den centrala delen av Lima, men de akademiska aktiviteterna äger nu rum i den moderna så kallade Ciudad Universitaria (Universitetsstaden).
Universitetet anses av många peruaner som landets mest respekterade institution inom den högre utbildningen, såväl som en ledande institution för vetenskaplig forskning.